# 求吉乡
求吉乡，是中华人民共和国四川省阿坝藏族羌族自治州若尔盖县下辖的一个乡镇级行政单位。

## 行政区划
求吉乡下辖以下地区：
德翁村、下黄寨村、甲吉村、嘎哇村、上黄寨村、麻藏村和苟哇村。